# Oille

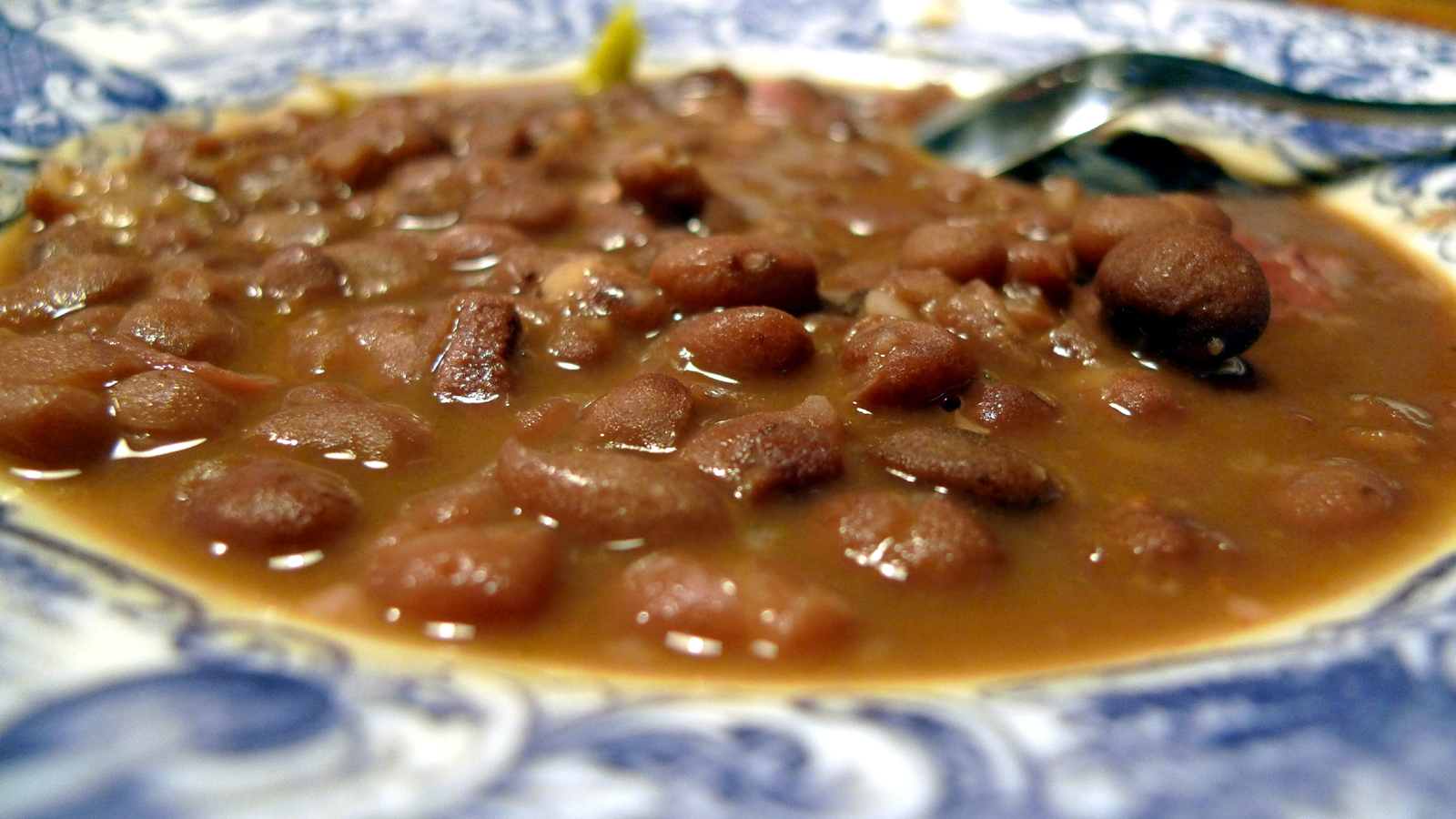
Olla podrida, de la provincia de Burgos.

La oille es una sopa o potée típica de la cocina francesa antigua, procedente del vuelco de un cocido compuesto de diversas carnes y verduras. Las fuentes sugieren que este plato es una influencia española de la olla podrida, muy en boga en las mesas aristocráticas y burguesas francesas entre el siglo XVII y el siglo XIX. La palabra oille puede haber derivado de la forma española del siglo XVIII de denominar a los cocidos actuales: ollas.